# Eddington (Maine)
Eddington – miasto w Stanach Zjednoczonych, w stanie Maine, w hrabstwie Penobscot.